# 茱萸

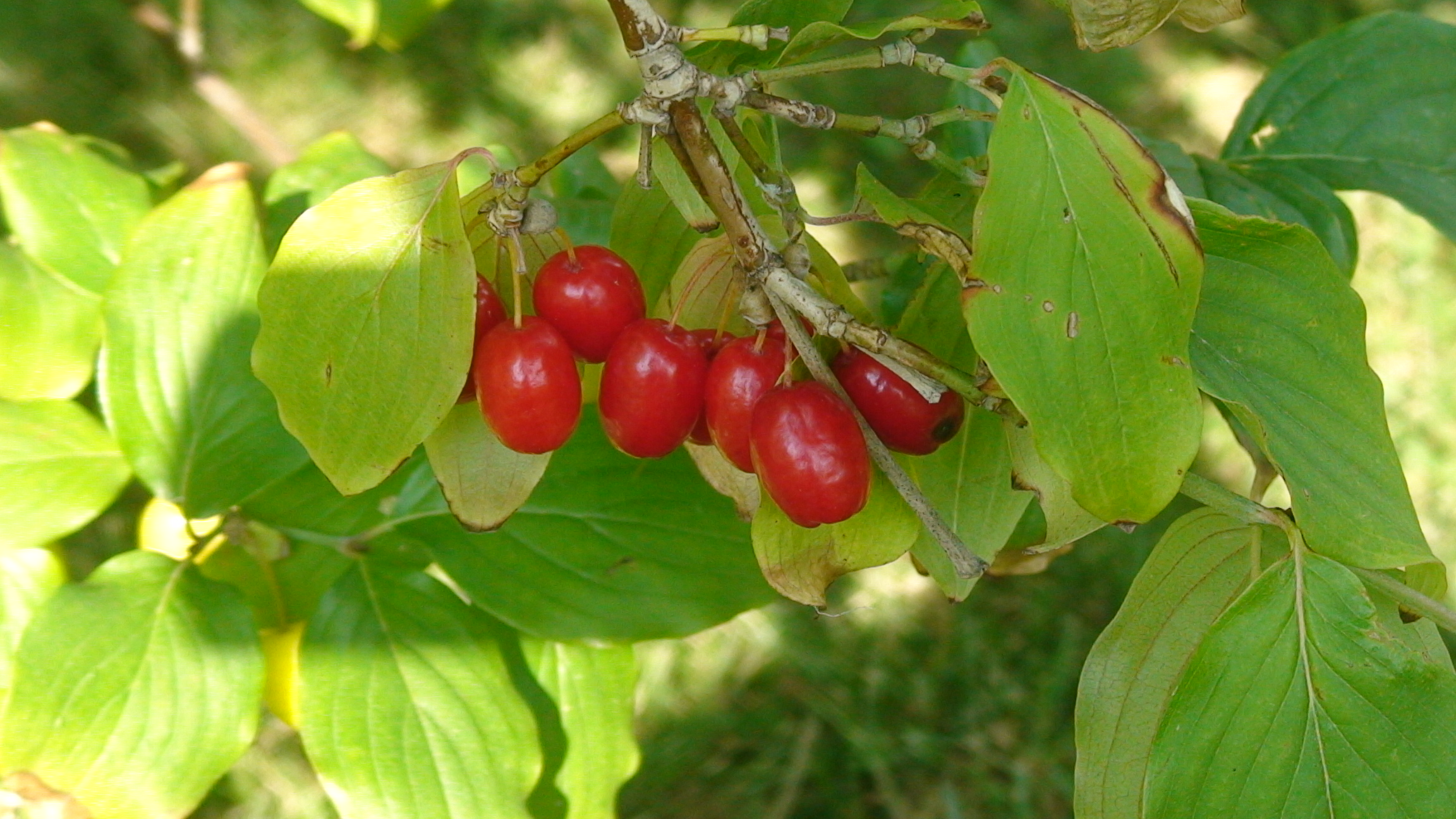
山茱萸Cornus mas

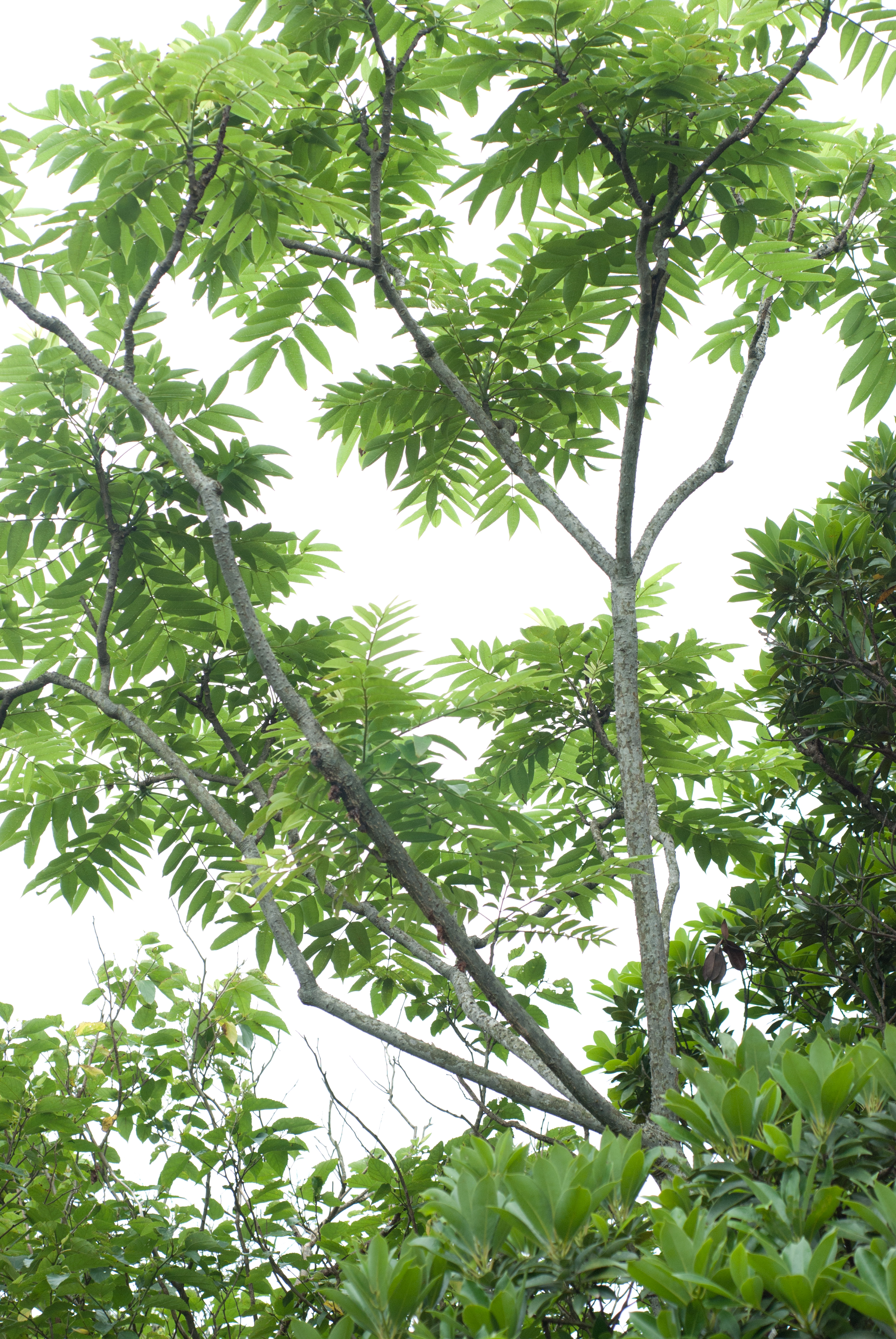
食茱萸Zanthoxylum ailanthoides

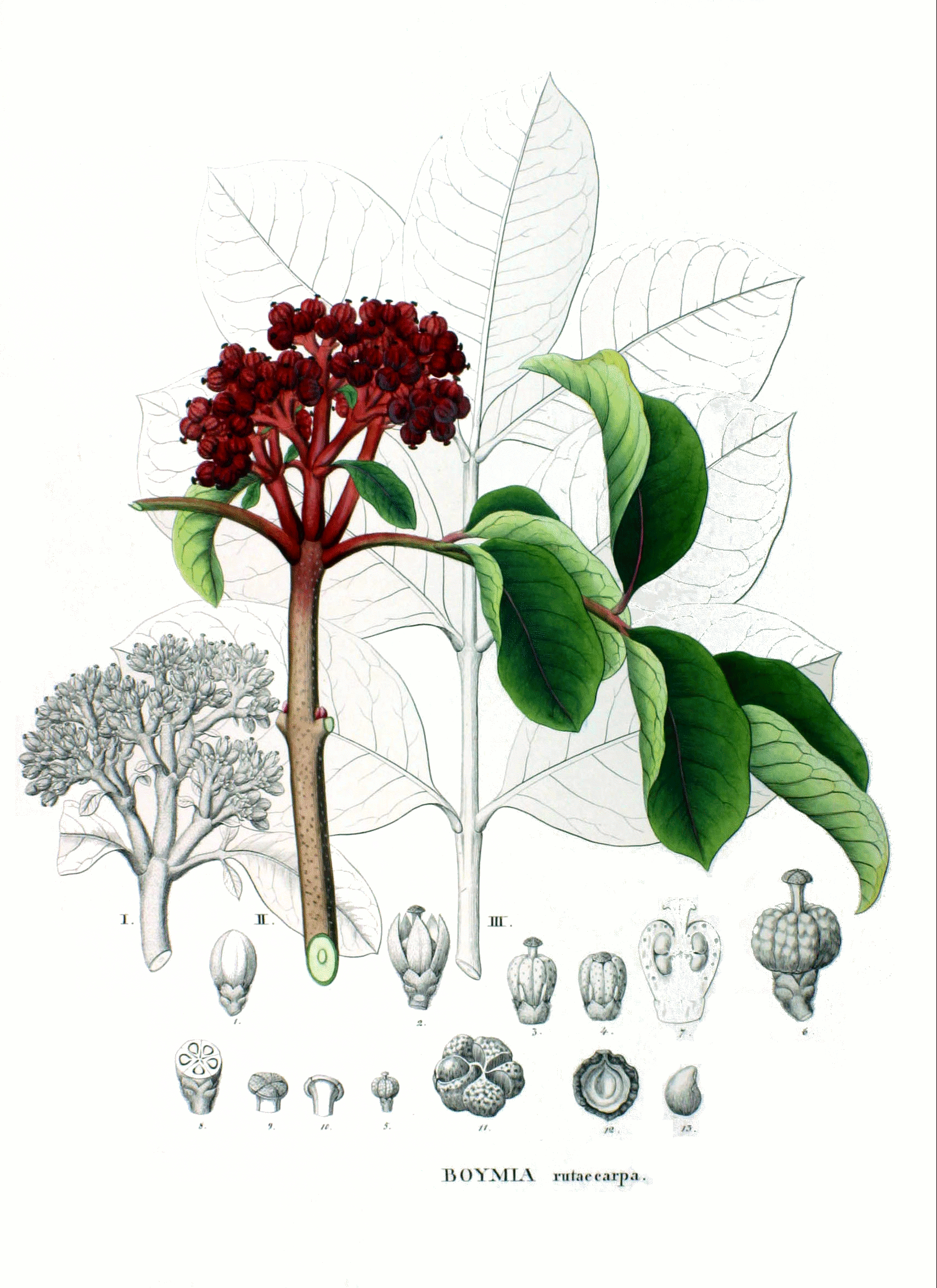
吳茱萸Tetradium ruticarpum

茱萸，又名樧、越椒、艾子，是幾种不同的常绿带香的植物通稱，具备杀虫消毒、逐寒祛风的功能。木本茱萸有吴茱萸、山茱萸和食茱萸之分，都是著名的中药，然而中國古籍中單稱「茱萸」時指的是何者仍有爭論。按中国古人的习惯，在九月九日重阳节时爬山登高，臂上佩带插着茱萸的布袋（古时称“茱萸囊”），以示对亲朋好友的怀念。唐代诗人王维在“九月九日忆山东兄弟”诗中曾写道：“遥知兄弟登高处，遍插茱萸少一人。”

## 史籍
茱萸在中国史料及中医著述中，有藙、樧、枣皮、药枣、蜀枣、蜀酸枣、魁实、石枣、鼠矢、鸡足、汤主、山萸肉、萸肉、肉枣等名称。古人已经认识到了茱萸的药用价值，并把它用于祭祀，还把它作为地方向朝廷进贡的贡品。

## 分布
茱萸分布较广，山茱萸、吴茱萸多分布在安徽、陕西秦岭、四川、河南、福建、浙江、江苏等地；英国、美国、朝鲜、日本等国也有分布。

## 用途

### 祭祀
《周礼·内则》中记载：“三牲用樧。”清代段玉裁解释道：“樧，煎茱萸。”

### 饰物
中国古人在重阳节时，头插茱萸，登高游兴。

### 药用
西晋冯翊（今陕西关中西部）太守孙楚《茱萸赋》一文中写到：“有茱萸之嘉木，植茅茨之前庭，历汉女而始育，关百载而长生。森蔓延以盛兴，布绿叶于紫茎。鹑火西阻，白藏授节，零露既凝，鹰隼飘厉。攀紫房于歉枝，缀朱实之酷烈。应神农之本草，疗生民之疹疾。”中国古代许多医学名著，如晋代《神农本草经》、唐代孙思邈《千金翼方》，以及《吴晋本草》、《健康记》、《图经本草》等，均记载了茱萸的药用价值。山茱萸之果实山萸肉，味酸涩，性微温，有补肝肾、涩精气、固虚脱、健胃壮阳等功能，中医常用以治疗腰膝酸痛、眩晕、耳鸣、遗精、尿频、肝虚寒热、虚汗不止、心摇脉散、神经衰弱、月经不调等症。茱萸还是中成药知柏地黄丸、益明地黄丸、爱味地黄丸、六味地黄丸的主药。山茱萸含有生理活性较强的山茱萸甙、马草鞭甙、皂甙、鞣甙，以及丰富的维生素C等营养成分。能抑制痢疾杆菌、伤寒杆菌、金黄色葡萄球菌及某些皮肤真菌，有利尿、降压、防癌作用。

### 辟邪
屈原的《离骚》里提到了茱萸是恶草。李时珍在《本草纲目》中记载，茱萸的品质“辛辣蜇口惨腹，使人有杀毅党然之状”。古人“悬其子于屋，辟鬼魅”。南朝时就有插茱萸辟邪的记载。晋周处在《风土记》中说：“九月九日折茱萸以插头上，辟除恶气而御初寒。”茱萸雅号“辟邪翁”。

### 酿酒
在古代诗文中有不少咏颂茱萸酒的篇章。现代人生产山茱萸系列果酒、饮料，味道淳美，药效显著。

## 风俗
古人把茱萸作为祭祀、佩饰、药用、避邪之物，形成茱萸风俗。晋代葛洪《西京雜記》中就记载，汉高祖刘邦的宠妃戚夫人于每年九月九日，头插茱萸，饮菊花酒，食蓬饵，出游欢宴。
重阳节插茱萸的风俗，在唐代就已经很普遍。《荊楚歲時記》載楚俗九月九日飲菊花酒。农历九月九日重阳节时，秋高气爽，正是茱萸成熟之时，茱萸被认为能祛病驱邪，所以古人或头插茱萸枝，或臂佩茱萸囊，登高游兴，并把重阳节称为登高节、茱萸节、茱萸会。直至民国时期，一些文人秋季聚会请贴的常用款式为：“×月×日，登高萸觞，候光。”到民国以后，茱萸风俗逐渐衰退。
唐代，王維十七歲時所做異鄉遊子重九懷鄉思親的抒情詩：九月九日憶山東兄弟 (七言絕句) ：獨在異鄉為異客，每逢佳節倍思親。遙知兄弟登高處，遍插茱萸少一人。
茱萸峰位于中国河南焦作的世界地质公园云台山景区，形似茱萸。每逢农历九月季节，秋高气爽，山上野生茱萸茂盛，佩带茱萸，登高以健身、望远、怀念。登上茱萸峰，喝杯怀菊花茶或怀菊花酒，顿觉神清气爽。登高远足、喝菊花茶/酒、插茱萸都具有驱病消灾、健身长寿的意义。

## 相關頁面
- 重陽節
- 重陽節習俗
- 費長房